# Lesišćina
Lesišćina (en italien : Lesichine) est une localité de Croatie située en Istrie, dans la municipalité de Lupoglav, dans le comitat d'Istrie. En 2001, la localité comptait 65 habitants.

## Démographie
| 1948 | 1953 | 1961 | 1971 | 1981 | 1991 | 2001 |
| ---- | ---- | ---- | ---- | ---- | ---- | ---- |
| 209  | 229  | 169  | 99   | 86   | 85   | 65   |